# Jörg Nimmergut
Jörg Nimmergut, né en 1939 à Berlin et mort le 19 mai 2024 à Munich, est un auteur non romanesque allemand qui est surtout connu pour ses publications sur les médailles et décorations et militaria. Son œuvre principale est l'édition en cinq volumes des Deutsche Orden und Ehrenzeichen bis 1945.

## Biographie
Jörg Nimmergut étudie d'abord la pédagogie à Berlin et les études romanes et allemandes à Munich. Il étudie ensuite à l'Académie bavaroise de publicité et de marketing. En 1964, il fonde sa propre agence de publicité à Munich, qu'il dirige jusqu'en 2006. En raison de son premier livre, Werben mit Sex (1966), des poursuites préliminaires sont engagées contre lui pour « diffusion d'écrits obscènes ». Il écrit ensuite Schule der erfolgreichen Bewerbung, qui est publiée à plusieurs reprises.
À partir du milieu des années 1970, il se tourne vers les études religieuses. En 1982, il ouvre un musée des ordres à Neuffen et de 1987 à 1992, il est directeur et conservateur du Musée allemand des ordres à Lüdenscheid. De 1993 à 2007, Jörg Nimmergut est expert nommé et assermenté pour les ordres et décorations allemands et membre du conseil consultatif scientifique de la Société allemande de phaléristique.
Jörg Nimmergut vit à Munich.

## Honneurs
- 1964: IAA Youth Award de l'Association internationale de la publicité (en) au Congrès mondial de la publicité à New York (en tant que premier Allemand)
- 1988 : Médaille Rubens pour l'art et la culture (Belgique)
- 1992 : Prix von-Hessenthal de phaléristique de l'Association des collectionneurs d'ordres allemands
- 2001 : Insigne pour les mérites spéciaux de la Société autrichienne des ordres

## Publications
- Werben mit Sex. Moderne Industrie, Munich 1966. Neuauflage: Heyne, Munich 1982,  (ISBN 3-453-53132-9).
- Im Bannkreis der Tabletten. Patienten, Ärzte, Industrien. List, Munich 1968, DNB 457706031.
- Die Schule der erfolgreichen Bewerbung. Heyne, Munich 1972. 10. Auflage: 1992,  (ISBN 3-453-05912-3).
- Deutschland in Zahlen. Heyne, Munich 1972. Neuauflage: 1973,  (ISBN 3-453-53025-X).
- Deutschland-Katalog Orden & Ehrenzeichen von 1800–1945. Nimmergut, München 1977.
  - 22. Auflage mit Anke Nimmergut unter dem Titel Deutsche Orden und Ehrenzeichen 1800–1945. Battenberg, Regenstauf 2019,  (ISBN 978-3-86646-177-2).
- Deutsche Orden. Heyne, Munich 1979,  (ISBN 3-453-41313-X). 2. Auflage 1982.
- Orden Europas. Battenberg, Munich 1981,  (ISBN 3-87045-184-X). 4. Auflage: Battenberg, Regenstauf 2007.
- Deutsche Militaria. Heyne, Munich 1982,  (ISBN 3-453-41461-6).
- Das eiserne Kreuz 1813–1939 (= Gegenwart und Geschichte des Auszeichnungswesens. Teil 3). Deutsches Ordensmuseum, Lüdenscheid 1990.
- Historische Wertpapiere. Battenberg, Augsbourg 1991,  (ISBN 3-89441-042-6).
- Deutsche Orden und Ehrenzeichen bis 1945. Zentralstelle für Wissenschaftliche Ordenskunde, Munich,  (ISBN 3-00-001396-2).

Volume 1: Anhalt – Hohenzollern. 1997.
Volume 2: Limburg – Reuss. 1997.
Volume 3: Sachsen – Württemberg (1). 1999.
Volume 4: Württemberg (2) – Deutsches Reich. 2001.
Volume 5: Nachtrag Anhalt – Deutsches Reich, Register. 2004.
- Bänderkatalog. Battenberg, Regenstauf 2008,  (ISBN 978-3-86646-031-7).
- Bibliographie zur deutschen Phaleristik. Übersicht über das gesamte Schrifttum zu deutschen Orden und Ehrenzeichen bis 31.12.2007. Battenberg, Regenstauf 2010,  (ISBN 978-3-86646-060-7).
- Abzeichen und Auszeichnungen deutscher Kriegervereine 1800–1943. Battenberg, Regenstauf 2014,  (ISBN 978-3-86646-093-5).
- Zaharoff – Das Chamäleon. Tatsachenroman. Eigenverlag, Munich 2019,  (ISBN 978-3-00-061882-6).

rédactions
- Gert Efler: Deutsche Feuerwehr-Ehrenzeichen 1802–jetzt (= Gegenwart und Geschichte des Auszeichnungswesens. Teil 1). Deutsches Ordensmuseum, Lüdenscheid 1988.
- Manfred Schemeit: Ehrenzeichen Deutsches Rotes Kreuz 1866–jetzt (= Gegenwart und Geschichte des Auszeichnungswesens. Teil 4). Deutsches Ordensmuseum, Lüdenscheid 1989.